# Plitvica Voćanska
Plitvica Voćanska is een plaats in de gemeente Donja Voća in de Kroatische provincie Varaždin. De plaats telt 79 inwoners (2001).